# Bibiocephala grandis
Bibiocephala grandis är en tvåvingeart som beskrevs av Osten Sacken 1874. Bibiocephala grandis ingår i släktet Bibiocephala och familjen Blephariceridae. Inga underarter finns listade i Catalogue of Life.